# Вім Вендерс
Ернст Вільгельм (Вім) Ве́ндерс (нім. Ernst Wilhelm (Wim) Wenders; нар.14 серпня 1945, Дюссельдорф, Німеччина) — німецький кінорежисер, фотограф, сценарист і продюсер, лауреат численних нагород і премій. З 1996 до 09.12.2020 — президент Європейської кіноакадемії.

## Біографія
Вім Вендерс народився 14 серпня 1945 року в Дюссельдорфі, Німеччина, в сім'ї лікаря доктора Генріха Вендерса і його дружини Марти. 1949 року родина переїхала в Кобленц, а пізніше в Оберхаузен. Після закінчення школи в 1963 році Вендерс чотири семестри вивчав медицину, психологію, філософію і соціологію в Мюнхені, Фрайбурзі та Дюссельдорфі. У жовтні 1966 він вирушив до Парижа і готувався до вступу в кіношколу ІДЕК (IDHEC), але не пройшов за конкурсом. До вересня 1967 працював у гравюрному ательє і регулярно відвідував Французьку синематеку, де відкрив для себе історію кіно — у тому числі і німецького. Повернувшись до Німеччини, працював деякий час в Дюссельдорфській філії прокату United Artists. 1967 року вступив до щойно заснованої Вищої школи кіно і телебачення в Мюнхені. У період навчання в кіношколі Вендерс зняв ряд короткометражних фільмів, які він, як правило, сам фінансував. Однак перший фільм «Місця дії» був знятий ще в 1966 році. Перший повнометражний фільм «Літо в місті» (1970) став його дипломною роботою. Під час навчання в кіношколі Вендерс писав короткі рецензії на фільми. 1971 року разом з дванадцятьма іншими кінематографістами він став співзасновником Фільмферлаг дер АУТОР (Filmverlag der Autoren) для виробництва та прокату нових німецьких фільмів.
«Страх воротаря перед одинадцятиметровим» (1972) за однойменною повістю Петера Гандке став першим ігровим фільмом Вендерса після закінчення кіношколи. Першого офіційного визнання він домігся завдяки «Помилковому руху» за оригінальним сценарієм Петера Гандке: в 1975 році цей фільм отримав шість федеральних кінопремій Deutscher Filmpreis, в тому числі за режисуру. Наступний фільм «З плином часу», який Вендерс фінансував самостійно і зняв без сценарію, показали на міжнародному кінофестивалі в Каннах і він мав великий глядацький успіх у Німеччині. 1976 року Вендерс зняв німецько-французький фільм «Американський друг» за романом Патриції Гайсміт «Гра Ріплі». Подивившись його, режисер і продюсер Френсіс Форд Коппола запропонував Вендерсу зняти фільм «Хеммет». У березні 1978 року Вендерс переїхав до Сан-Франциско, плануючи восени розпочати знімання, яке відкладали кілька разів через різні обставини.
Навесні і влітку 1979 року Вендерс зняв документальний фільм «Кіно Ніка» про свого друга режисера Ніколаса Рея, який в червні 1979 року помер від раку. Монтаж Вендерс доручив Петеру Пшіггоде, оскільки він сам повинен був прискорити підготовку до знімання «Хеммета», яке почалося 4 лютого 1980. Незадоволений показаної на Каннському фестивалі версією «Кіно Ніка», Вендерс сам змонтував остаточний варіант.
Робота над «Хеммета» була перервана через розбіжності з приводу фіналу . Коппола найняв нового сценариста і заморозив знімання на невизначений час. Наприкінці 1980 року Вендерс поїхав до Лісабона, щоб доставити Раулю Руїсу, який знімав там фільм «Територія», залишки плівки від «Кіно Ніка». На місці він вирішив зробити фільм про проблеми знімальної групи. Так в короткий термін навесні 1981 був знятий фільм «Стан речей», в роботі над яким брали участь багато членів групи Руїса. Знімання «Хеммета» поновили 23 листопада 1981 з іншим оператором. На прем'єрі в Каннах «Хеммет» був прийнятий вельми стримано, тоді як фільм «Стан речей» отримав у Венеції «Золотого лева».
Влітку 1982 для фестивалю в Зальцбурзі Вендерс поставив спектакль за п'єсою Петера Гандке «По селах», що отримав критичні відгуки в пресі. Проєкт екранізації тетралогії Гандке («Повільне повернення додому», «Урок Сент- Віктуар», «Дитяча історія», «По селах») не знайшов фінансової підтримки.
Знятий восени 1983 року в Америці німецько-французький фільм «Париж, Техас» отримав на Каннському фестивалі 1984 Золоту пальмову гілку і мав комерційний успіх. 1987 року Вендерс зняв «Небо над Берліном», що отримав приз за найкращу режисуру на Каннському кінофестивалі, перший європейську кінопремію «Фелікс», німецьку федеральну кінопремію і премію кінокритиків в Лос-Анджелесі. Він став найпопулярнішим фільмом режисера.
У 1991 році в прокат вийшов фільм «Коли настане кінець світу», на підготовку якого пішло багато років, а в 1993 році — «Так далеко, так близько», свого роду продовження «Неба над Берліном» в умовах об'єднаної Німеччини.
Вендерс є почесним доктором Сорбонни (1989), професором берлінської Академії кіно і телебачення, членом берлінської Академії мистецтв (1984), президентом Європейської кіноакадемії (1991), кавалером федерального ордена «За заслуги».
У 1968—1974 рр. Вендерс був одружений з актрисою й художницею Еддою Кехль, до свого переїзду до Америки жив з актрисою Лізою Крейцер, в 1979 році одружився з американською співачкою і акторкою Роні Блеклі, з якою розлучився в 1981 році, в 1986—1993 рр. жив з актрисою Сольвейг Доммартін, в 1993 році одружився з Донате Шмідт, яка була асистентом оператора на його фільмі «Так далеко, так близько».

## Фільмографія
| Рік  | Назва                                                       | Назва мовою оригіналу                                                                        | Короткий опис |
| 1970 | Літо у місті                                                | Summer in the City                                                                           | - |
| 1972 | Страх воротаря перед одинадцятиметровим                     | Die Angst des Tormanns beim Elfmeter                                                         | За новелою Петера Гандке (Peter Handke). |
| 1973 | Багряна літера                                              | Der Scharlachrote Buchstabe                                                                  | За новелою Натанієля Готорна (Nathaniel Hawthorne). |
| 1974 | Аліса у містах                                              | Alice in the Cities/Alice in den Städten                                                     | Перша частина «дорожньої трилогії Вендерса» |
| 1975 | Фальшивий рух                                               | Falsche Bewegung                                                                             | Друга частина «дорожньої трилогії Вендерса» |
| 1976 | З плином часу                                               | Im Lauf der Zeit                                                                             | Третя частина «дорожньої трилогії Вендерса» |
| 1977 | Американський друг                                          | The American Friend/Der Amerikanische Freund                                                 | За новелою Патриції Гайсміт (Patricia Highsmith) «Гра Ріплі» (Ripley's Game) інша новела якої «Талановитий містер Ріплі» була згодом неодноразово екранізована. |
| 1980 | Блискавка над водою                                         | Lightning Over Water                                                                         | Документальний фільм про останні дні Ніколаса Рея. |
| 1982 | Кімната 666                                                 | Chambre 666                                                                                  | |
| 1982 | Обернений ракурс                                            | Reverse Angle                                                                                | Документальний фільм, у якому Вендерс дискутує з Френсісом Фордом Копполою під час знімання фільму Хемметт.                                                     |
| 1982 | Гемметт                                                     | Hammett                                                                                      | Вигадана історія про американського письменника Дешіла Гемметта (Dashiell Hammett), на основі новели Джо Горса.                                                 |
| 1982 | Стан речей                                                  | Stand der Dinge                                                                              | |
| 1984 | Париж, Техас                                                | Paris, Texas                                                                                 | |
| 1984 | Док. драма                                                  | Docu Drama                                                                                   | |
| 1985 | Токіо-Га                                                    | Tokyo-Ga                                                                                     | |
| 1987 | Небо над Берліном                                           | Der Himmel über Berlin                                                                       | Сценарій написано спільно з Петером Гандке. |
| 1989 | Записки про міста і вбрання                                 | Aufzeichnungen zu Kleidern und Städten                                                       | |
| 1990 | Червоногаряче і синє                                        | Red Hot and Blue                                                                             | Кліп до пісні Night and Day (Ніч і день) U2. |
| 1991 | Коли настане кінець світу                                   | Until the End of the World/(нім.Bis ans Ende der Welt)                                       | |
| 1992 | Аріша, ведмідь і кам'яне кільце                             | Arisha, der Bär und der steinerne Ring                                                       | |
| 1993 | Так далеко, та близько!                                     | In weiter Ferne, so nah!                                                                     | Частково, сіквел Неба над Берліном. |
| 1994 | Історія Лісабона                                            | Lisbon Story                                                                                 | Частково, сіквел Стану речей. |
| 1995 | Поза хмарами                                                | Al di là delle nuvole                                                                        | Спільно з Мікелянджело Антоніоні (Michelangelo Antonioni) |
| 1995 | Брати Складановські                                         | Die Gebrüder Skladanowsky                                                                    | |
| 1996 | Люм'єр і компанія                                           | Lumière et compagnie                                                                         | |
| 1997 | Кінець насилля                                              | The End of Violence                                                                          | |
| 1998 | Віллі Нельсон у Театро                                      | Willie Nelson at the Teatro                                                                  | |
| 1999 | Громадський клуб «Буена Віста»                              | Buena Vista Social Club                                                                      | Документальний фільм про кубинських музикантів. Спільно з Раєм Кудером (Ry Cooder).                                                                             |
| 2000 | Готель «Мільйон доларів»                                    | The Million Dollar Hotel                                                                     | |
| 2001 | Юнімонд                                                     | Junimond                                                                                     | |
| 2002 | Багато сталось — BAP-фільм                                  | Viel passiert — Der BAP-Film (в англійському перекладі Ode to Cologne: A Rock 'N' Roll Film) | BAP — рок-гурт Вольфґанґа Нідекена (Wolfgang Niedecken) з Кельну, шанувальником музики якого був Вендерс.                                                       |
| 2002 | На десять хвилин старше (епізод «Дванадцяти миль до Трона») | Ten Minutes Older: The Trumpet (Twelve miles to Trona)                                       | |
| 2003 | Душа людини                                                 | The Soul of a Man                                                                            | |
| 2004 | Земля достатку                                              | Land of Plenty                                                                               | |
| 2005 | Заходьте без стуку                                          | Don't Come Knocking                                                                          | |
| 2008 | Знімання в Палермо                                          | Palermo Shooting                                                                             | |
| 2011 | Піна: танок пристрасті                                      | Pina                                                                                         | 3D фільм про легендарну німецьку танцівницю і хореографа Піну Бауш                                                                                              |
| 2014 | Сіль Землі                                                  | Le Sel de la Terre                                                                           | Фільм про життя та творчість бразильського фотографа Себастьяно Сальгадо                                                                                        |
| 2015 | Все буде добре                                              | Every Thing Will Be Fine                                                                     | |
| 2016 | Прекрасні дні в Аранхуесі                                   | Les Beaux Jours d'Aranjuez                                                                   | |
| 2017 | Занурення                                                   | Submergence                                                                                  | |
| 2018 | Папа Франциск. Людина слова                                 | Pope Francis — A Man of his World                                                            | документальний |
| 2021 | США проти реальності                                        | United States vs. Reality Winner                                                             | Продюсер фільму |
| 2023 | Ідеальні дні                                                | Perfect Days                                                                                 | |